# Bayt Nabala
Bayt Nabala, en ocasiones escrito Beit Nabala (en árabe, بيت نبالا), fue una localidad árabe palestina en el Subdistrito de Ramla, despoblada y posteriormente destruida por las tropas israelíes durante la guerra árabe-israelí de 1948. La resolución 181 II de la Asamblea General de la ONU, también conocida como el Plan de Partición de Palestina, había emplazado a Bayt Nabala en el estado árabe de Palestina. En 1945, tres años antes de la guerra, su población era de 2.310.
Las tropas israelíes ocuparon Bayt Nabala el 13 de mayo de 1948 y la arrasaron por completo el 13 de septiembre de ese mismo año. Los palestinos expulsados de Bayt Nabala se diseminaron por las localidades de Deir Ammar, Ramala, Bayt Tillow y Rantis, así como en el campamento de refugiados de Jalazone. En Bayt Nabala vivían las familias Nakhleh, Safi, Al-Sharaqa, al-Khateeb, Saleh y Zaid. En la actualidad, la tierra que ocupaba Bayt Nabala ha pasado a formar parte de la ciudad israelí de Beit Nehemia.

## Historia

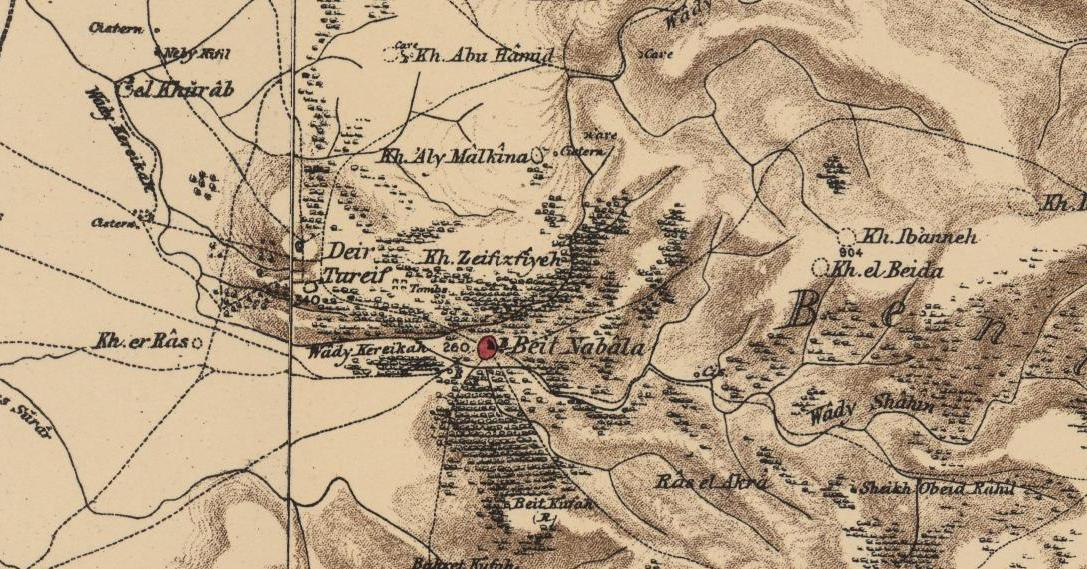
Mapa de la zona de Bayt Nabala (alrededor de 1880).

Según un registro otomano para la recaudación de impuestos, datado en el año 1596, Bayt Nabala formaba parte de la nahiya (subdistricto) de Ramla, en la liwa (distrito) de Gaza, y tenía una población de 54 hogares musulmanes, aproximadamente unas 297 personas. Pagaban una tasa fija de impuestos del 33,3 % sobre una serie de cultivos, incluidos el trigo, la cebada, los olivos y los frutales, así como por las cabras, las colmenas y una prensa de oliva o uva, además de por ingresos ocasionales; esto suponía un total de 8.688 akçe.
En 1838, Edward Robinson percibió Bayt Nabala desde la torre de la Mezquita Blanca de Ramla. En 1870, el explorador francés Victor Guérin visitó el pueblo y calculó que debía tener unos 900 habitantes. Socin afirma que Bayt Nabala tenía unos 108 hogares y una población de 427 habitantes por esa misma época, aunque se basa en un registro militar de población otomano que solo tenía en cuenta a los hombres. Hartmann señaló que Bet Nebala tenía 118 hogares.
En 1882, el Estudio de Palestina Occidental del Fondo para la Exploración de Palestina describió Bayt Nabala como una localidad de tamaño mediano situado al borde de una llanura.

### Mandato británico de Palestina

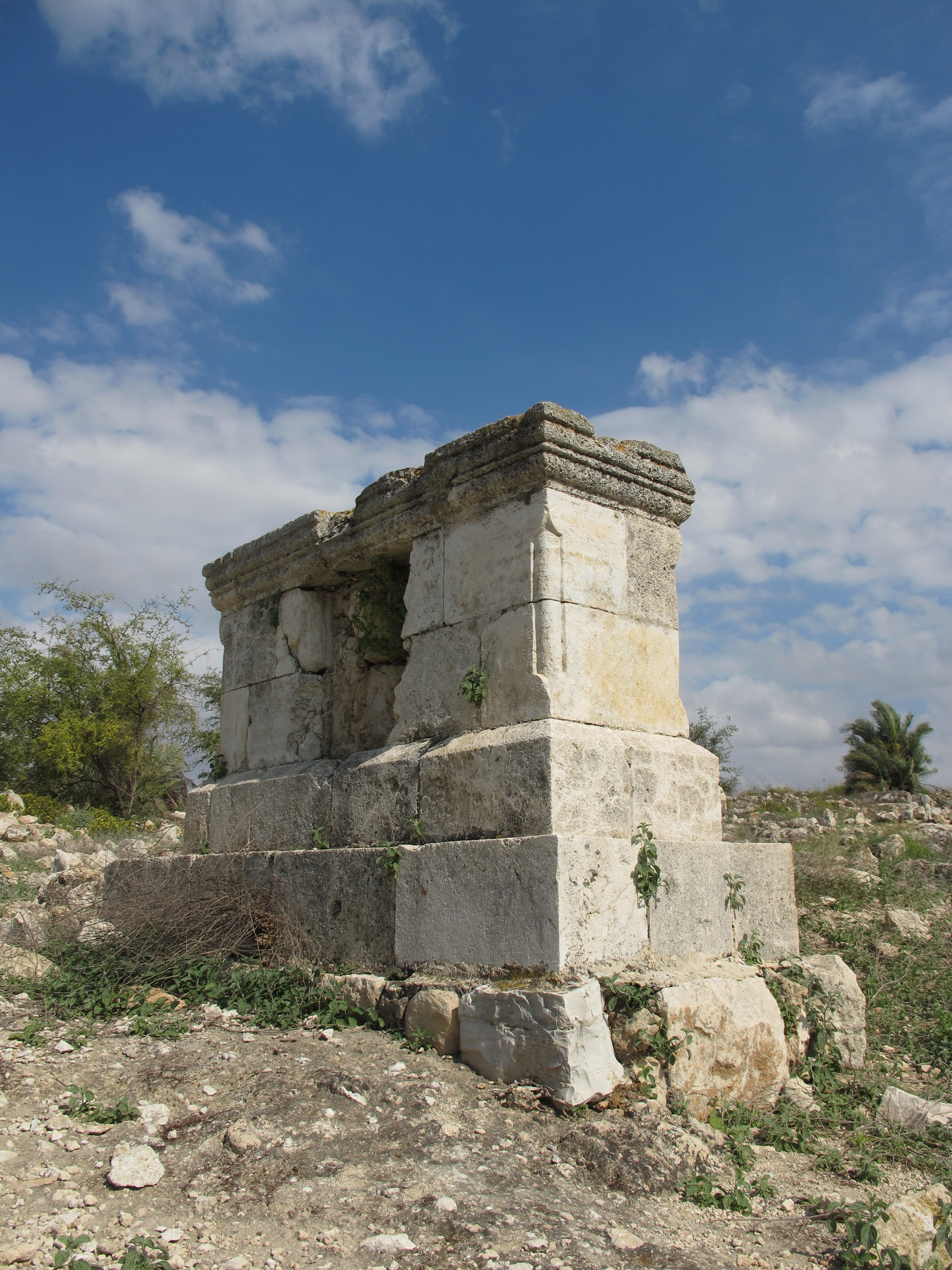
Restos del cementerio de Bayt Nabala

La escuela local se fundó en 1921, y en el curso lectivo 1946-1947 tenía aproximadamente 230 alumnos.
En el censo de Palestina de 1922, llevado a cabo por las autoridades del Mandato británico de Palestina, Bayt Nabala tenía una población de 1.324 habitantes, de los que 1.321 eran musulmanes y 3 eran cristianos. Esta población aumentó en el censo de 1931 hasta los 1.758 habitantes, todos ellos musulmanes, que vivían en un total de 471 hogares.
Según un estudio oficial sobre la población y la posesión de la tierra de 1945, Bayt Nabala tenía una población de 2.310 habitantes, todos ellos musulmanes, y una superficie total de 15.051 dunams (unos 15 kilómetros cuadrados). Unos 226 dunams se empleaban en huertos de cítricos y plátanos, 10.197 dunams estaban dedicados a plantaciones de cereales, 1.733 dunums eran usados para regadíos u otros tipos de huertas, mientras que 123 dunams estaban clasificados de terrenos públicos urbanizados.

### Destrucción
El 29 de noviembre de 1947, la Asamblea General de las Naciones Unidas aprobó su resolución 181 II, que decretaba la partición del antiguo Mandato británico de Palestina en dos estados, uno árabe y otro judío. La comunidad judía de Palestina, que rondaba las 600.000 personas y poseía el 7% de la tierra, recibiría el 56% del antiguo Mandato; la comunidad árabe, que ascendía a cerca de 1.200.000 personas y poseía el 93% de la tierra, recibiría el 44% del Mandato. En consecuencia, los líderes de la comunidad judía aceptaron la Partición, mientras que los líderes de la comunidad árabe la rechazaron. El 14 de mayo de 1948, un día antes de que entrara en vigor dicha resolución, los líderes judíos de Palestina declararon la independencia del Estado de Israel, a lo que los estados árabes circundantes respondieron declarando la guerra al recién nacido Estado.
Más de 700.000 árabes palestinos fueron expulsados de sus pueblos y ciudades o se vieron obligados a huir ante el avance de las tropas israelíes, convirtiéndose en refugiados. A la conclusión de la guerra, Israel les negó el derecho a volver a sus hogares y nacionalizó todas sus propiedades, que entregó posteriormente a los judíos que por aquel momento emigraban a Israel. Para hacer más difícil el retorno de los refugiados palestinos se aplicó una política de destrucción de las aldeas y pueblos que abandonaban.
Benny Morris escribe que los habitantes de Bayt Nabala abandonaron la localidad el 13 de mayo de 1948 siguiendo las órdenes de líderes árabes. Sin embargo, Walid Khalidi considera esto una especulación que no puede ser confirmada. Entre el 11 y el 14 de julio de 1948, en el marco de la Operación Dani, las tropas israelíes tomaron las importantes ciudades de Lod y Ramla y expulsaron a cerca de 50.000 palestinos de ellas, dirigiéndolos a la cercana aldea de Bayt Nabala. De allí marcharon a Barfiliya (también destruida posteriormente), y de esta a Ramala. El 13 de septiembre, el primer ministro israelí David Ben Gurion solicitó permiso para la destrucción de 14 localidades palestinas de la zona, entre las que se encontraba Bayt Nabala; este permiso se le concedió días después y el pueblo fue arrasado por las tropas israelíes.
Walid Khalidi visitó el lugar donde se encontraba Bayt Nabala en 1992: "El sitio está lleno de hierba alta, arbustos espinosos, cipreses e higueras. Queda al este de la localidad de Beyt Nechemya, poco más al este dela carretera del aeropuerto de Lod. En sus márgenes todavía se observan los restos de canteras y casas en ruinas. Todavía están en pie algunas partes de las paredes de las casas. La tierra circundante está siendo cultivada por los nuevos habitantes israelíes."

## Cultura
Según la Palestine Heritage Foundation, los vestidos de Beit Nabala (junto con los del pueblo vecino de Dayr Tarif), "estaban hechos normalmente de algodón, terciopelo o seda kermezot. En el canesú, la zona del pecho, las mangas y la falda se añadían bordados al estilo de Belén con hilo de oro y plata. En los años treinta se hizo popular el terciopelo negro, y los vestidos lucían bordados con puntada de acolchar directamente en el tejido, usando bordados marrones o naranjas que más tarde se populizarían en esta zona."